# L'invenzione della neve
L'invenzione della neve è un film del 2023 diretto da Vittorio Moroni.

## Trama
Una madre lotta per riottenere la custodia della figlia di 5 anni dall'ex marito.

## Distribuzione
Il film è stato presentato in anteprima il 1º settembre 2023 alle Giornate degli autori dell'80ª Mostra internazionale d'arte cinematografica di Venezia e distribuito nelle sale cinematografiche italiane da I Wonder Pictures a partire dal 14 settembre.